# Hi no Tori
Hi no Tori (jap. 火の鳥) ist eine Manga-Serie von Osamu Tezuka, die in Japan von 1954 bis 1988 erschien. Sie erzählt in einzelnen Episoden von durch den Phoenix, Vogel der Wiedergeburt, beobachteten und beeinflussten Leben wiedergeborener Seelen vom Anfang der Menschheit bis in ferne Zukunft. Der international als Phoenix bekannte Manga wurde in Form zweier Filme, als Reihe von Original Video Animations und 2004 schließlich als Anime-Fernsehserie adaptiert.

## Inhalt
Die Serie umfasst Erzählungen, die sich während der gesamten Geschichte der Menschheit von ihrer frühen Entwicklung bis zu ihrem Niedergang weit in der Zukunft erstrecken. Dabei lässt sich die Serie, von einigen frühen Geschichten abgesehen, in zwölf Kapitel einteilen. Die Geschichten springen in der Zeit vor und zurück, beginnend mit weiter Vergangenheit und Zukunft, dann mit jedem Sprung näher aneinander heran rückend. An jeder der Episoden ist stets der Phoenix beteiligt, der mystische Vogel der Wiedergeburt und des ewigen Lebens. Oft dreht sich die Handlung um die Erlangung eben jenes ewigen Lebens durch das Blut des Phoenix. Während manche Menschen gezielt nach dem Wesen suchen und so der Phoenix die Geschichte überhaupt erst in Gang setzt, geraten andere zufällig an den stets in Glanz oder Flammen gehüllten Vogel. Dieser mahnt sie stets, die Gesamtheit des Kosmos und die Verbundenheit allen Lebens zu achten und führt sie auf den Pfad höherer Erkenntnis. Er tritt als unsterbliches, nicht von Zeit und Raum abhängiges Wesen auf, das die Menschheit und das Leben beobachtet und es von Zeit zu Zeit beschützt. Die handelnden Personen kommen mehrfach in den Geschichten vor, als Wiedergeburten ihrer früheren Identitäten aus Geschichten in der Vergangenheit.
Tezuka selbst sagte über Phoenix, er wollte „ein Werk über die Kontinuität des Lebens schreiben. Der Vogel ist ein Symbol des Lebens. Die Charaktere, die ihn treffen, haben Angst vor dem Tod. […] Sie wollen für immer leben, verjüngt werden und leiden an ihrer Unfähigkeit dazu.“ Der Phoenix lehre sie, dass der Mensch die lange Zeit seines Lebens achten und einen Sinn darin suchen solle. Hat er doch so viel länger zu leben als zum Beispiel Insekten.
Die Geschichten sind immer wieder von stark abstrahierten Bildern geprägt, insbesondere in Szenen, die sich mit der Psyche der Protagonisten befassen und deren Bewusstsein erkunden.

## Entstehung und Veröffentlichung
Der Manga erschien ab Juli 1954 in diversen Magazinen in Japan. Zunächst 1954 im Manga Shōnen, dann 1956 und 1957 im an Mädchen gerichteten Magazin Shōjo Club. Hier entstanden in der Antike spielende, romantische Kurzgeschichten. Nach einer längeren Pause erschienen von 1967 bis 1972 die meisten der Hauptkapitel im von Osamu Tezuka gegründeten Com. 1976 bis 1980 kehrte die Serie ins Manga Shōnen zurück und von 1986 bis 1988 erschienen die Kapitel im an erwachsene Männer gerichteten Magazin Yasei no Jidai.
Die Geschichten wurden immer nur sporadisch weitererzählt und mehrfach unterbrochen, während Tezuka an anderen Werken arbeitete. Die abwechselnde, sich näher kommende Erzählung in Zukunft und Vergangenheit war ursprünglich so geplant, dass das Abschlusskapitel der Serie in der gleichen Zeit spielt, in der es geschrieben wurde. Im Februar 1988 erschien das letzte Kapitel, ehe Tezuka ein Jahr später starb und die Serie damit unvollendet blieb. Ein weiteres Kapitel mit dem Titel The Land war geplant und kam so nie zur Umsetzung. Tezuka hatte bereits ein Skript für ein Musical zu diesem Kapitel geschrieben. Es sollte 1938 im von Japan besetzten Shanghai spielen.
Die Geschichte wurde von Kodansha gesammelt in 12 Bunkoban herausgegeben. Eine englische Ausgabe erschien von 2003 bis 2007 bei Viz Media, wobei die Geschichten ebenfalls in 12 Bänden, aber anders zusammengestellt, herauskamen. Der zwölfte und letzte Band enthält eine Auswahl früher Kapitel von Phoenix, die in den 1950er Jahren erschienen sind. Eine französische Übersetzung erschien bei Editions Tonkam, eine spanische bei Planeta DeAgostini und eine italienische bei J-Pop.

## Umsetzung als Hörspiel und Realfilm
1978 wurden Teile der Geschichte als Hörspiel adaptiert und im japanischen Radio gesendet. Im gleichen Jahr kam in Japan unter dem Titel Hi no Tori – Reimei hen ein Realfilm in die Kinos, der jedoch keinen Publikumserfolg hatte. Bei der Produktion nach einem Drehbuch von Shuntaro Tanigawa führte Kon Ichikawa Regie.

## Adaptionen als Anime
Die erste Adaption des Stoffes als Anime war der 1980 von Tezuka selbst produzierte Kinofilm Phoenix 2772, der am 15. März 1980 in die japanischen Kinos kam. Er entstand bei Tezuka Productions, Taku Sugiyama führte unter Tezuka Regie. Gemeinsam mit Tezuka schrieb Taku Sugiyama das Drehbuch. Als Space Firebird 2772 kam der Film auch auf Deutsch heraus.
Eine zweite Umsetzung als Anime entstand 1986 als ein weiterer Kinofilm mit dem Titel Hi no Tori: Hō-ō-hen, der sich dem Kapitel des Karmas widmete. Der am 20. Dezember 1986 in die Kinos gekommene Film entstand bei Madhouse unter der Regie von Rintaro.
Eine Reihe von Original Video Animations setzte die Adaptionen fort. Zunächst erschien eine Folge als Hi no Tori: Yamato-hen, das die Geschichten in der Yamato-Zeit erzählt. Bei der ebenfalls bei Madhouse entstandenen Produktion führte Toshio Hirata Regie und Hideo Takayashiki und Tomoko Konparu schrieben das Drehbuch. Das Charakterdesign entwarf Akio Sakai und die künstlerische Leitung lag bei Satoshi Matsuoka. Der 48 Minuten lange Film wurde am 1. August 1987 veröffentlicht. Auch bei Madhouse entstand die am 21. Dezember des gleichen Jahres veröffentlichte zweite OVA, Hi no Tori: Uchū-hen. Hier führte Yoshiaki Kawajiri Regie und die künstlerische Leitung lag bei Yūji Ikeda, während Takayashiki und Konparu wieder das Drehbuch schrieben. Gemeinsam mit dem Kinofilm von 1980 und dem Film von 1986 setzten die OVAs vier der zwölf Kapitel des Mangas um. Zu einer weiteren Fortsetzung der Adaptionen kam es zunächst nicht mehr.
2004 entstand dann eine Umsetzung des Mangas als Animeserie für das japanische Fernsehen. Die 13 Folgen entstanden unter der Regie von Ryōsuke Takahashi bei Tezuka Productions. Als Coproduzenten war WNET/PBS aus New York beteiligt. Die Episoden erzählen eine Auswahl der Geschichten aus verschiedenen Kapiteln der Serie. Während Charakterdesign und künstlerische Leitung auf viele Personen verteilt wurde, war für den Ton Katsuyoshi Kobayashi verantwortlich und die Kameraführung lag bei Keisuke Nakamura. Die Serie wurde vom 21. März bis 27. Juni 2004 von NHK ausgestrahlt. Eine deutsche Ausstrahlung geschah ab dem 1. Januar 2008 bei Animax. Bereits 2007 erschien diese Fassung bei OVA Films auf fünf DVDs. Der Anime wurde auch ins Englische, Spanische und Chinesische übersetzt.

### Synchronisation
Die deutsche Synchronfassung entstand 2007 bei brandt Film Berlin.
| Rolle                | Japanische Stimme (Seiyū) | Deutscher Stimme |
| -------------------- | ------------------------- | ---------------- |
| Hi no Tori / Phoenix | Keiko Takeshita           | Heide Domanowski |
| Saruta               | Tetsuo Komura             | Uli Krohm        |
| Erzähler             | Akira Kume                | Rainer Brandt    |

### Musik
Die Musik der Fernsehserie wurde komponiert von Hidekazu Naichi und Yūji Nomi. Der Vorspann der Serie ist unterlegt mit dem Lied Hi no Tori Opening Theme von Min Chen, Mio Isayama und dem Tschechischen Philharmonieorchester. Für den Abspann verwendete man das Lied Hi no Tori von Mika Nakashima.

## Rezeption
Die Serie wird immer wieder als Magnum Opus Tezukas oder als sein persönlichstes Werk, sein Lebenswerk bezeichnet, auch von ihm selbst. Noch ehe die Serie abgeschlossen war, galt sie in Japan in den 1980er Jahren bereits als Klassiker des Science-Fiction-Manga. Jedoch zugleich schon als veraltet und übermäßig intellektuell. Zur gleichen Zeit war sie in den USA, wo Mangas noch fast unbekannt waren, ein Geheimtipp unter den wenigen Manga-Interessierten. Die erste umfangreichere englischen Ausgabe, das Kapitel über die Zukunft, nannte die Animerica einen einmaligen Mix spekulativer Science Fiction und kosmischer Spiritualität, das dem Ruf ihres Schöpfers gerecht werde; zudem sowohl wild und unterhaltsam erzählt wie auch zum Nachdenken anregend.
Der Manga zeichne sich durch „Umfang und Wagemut“ aus, den nur wenige andere Serien erreichten, so Paul Gravett. Er besteche durch „Reife und Leidenschaft“ und habe als dessen künstlerisches Vermächtnis Tezukas eigene Unsterblichkeit sichergestellt. Frederik Schodt nennt die Serie Tezukas intellektuell herausforderndstes Experiment, in dem der Phoenix und die Suche nach dem ewigen Leben als Rahmen für die Erkundung des Sinn des Lebens diene. Im Manga – The Complete Guide wird die Serie als erkennbares Werk eines Meisters beschrieben. Die Qualität der einzelnen Geschichten schwanke von gut bis großartig, selten gehe eine Erzählung daneben. Der Stil verändert sich erkennbar zwischen den Episoden, was auf die lange Entstehungsdauer zurückzuführen sei. Die beste Geschichte sei Karma / Hō-ō-hen, die dem Leben zweier Bildhauer im 8. Jahrhundert folge – der eine ein Mönch, der andere ein Bandit. Diese Episode wird auch in 1001 Comics als besonders gelungen empfohlen. Die gesamte Reihe sei „ausgesprochen komplex und tiefgründig erzählt“ und ziehe „den Leser förmlich in dei Themen hinein, mit denen sich Tezuka […] auseinandersetzt“.
Der Manga gehöre, so Andreas C. Knigge, neben Buddha zu den besten Werken Tezukas, die sich mit philosophischen Fragestellungen beschäftigen. Die Figur des Phoenix, so Patrick Drazen, symbolisiere Tezukas eigenes humanistisches Weltbild, mit dem er durch den Vogel die Protagonisten der Geschichten konfrontiert. Das Weltbild sei stark von zeitgenössischen japanischen Vorstellungen von Spiritualität geprägt. Zentrale Aspekte der Erzählungen seien „eine mythische Erhabenheit von Wissenschaft über Religion, das historische Erbe und die Religiosität des Kaiserreichs als Gründungsmythen des japanischen Nationalbewusstseins und der Ausschluss des Alltäglichen aus religiöser und spiritueller Praxis“, so Mark MacWilliams. Philip Brophy beschreibt das Werk als „eine Mischung spekulativer Fiktion, Sci-Fi-Phantasmagorie und historischer Fiktion“. Es gelinge Tezuka, so Brophy weiter, frei von Jüdisch-christlichen Vorstellungen, seine beeindruckenden Protagonisten als individuelle Teile der vielfältigen Lebensenergie zu zeigen, anstatt als Repräsentanten der Menschheit als Ganzes oder universelle Jedermanns. Es werde ein Blick ins Innere, in Psyche und Bewusstsein jedes der Charaktere geworfen, wofür die verschiedenen Geschichten nur die Bühne böten. Während die menschlichen Figuren als Form der Lebensenergie selbst dargestellt werden, würden Roboter und Außerirdische zum Maß des menschlichen Verhaltens gemacht – so wenn sie einfühlsam sind, wenn der Mensch sich monströs verhält.
Die deutsche Zeitschrift AnimaniA schreibt über den Manga, die „Vielfalt und der Ideenreichtum der Schauplätze und Handlungen grenzen ans Unermessliche“. Die Geschichten glichen „einem gewaltigen Sog“, manches „geht so sehr unter die Haut, dass sich die Wirkung weniger in einem Aufgewühltsein ausdrückt als vielmehr durch eine fiebrige Lähmung und Benommenheit, verursacht durch einen nicht selten aufkommenden unaufhaltsamen Fatalismus, dem viele Charaktere unaufhaltsam entgegenlaufen“. Die Lebendigkeit der Figuren grenze „schon ans Unheimliche“, auch wenn der Zeichenstil inzwischen antiquiert wirken mag. Zur deutschen DVD-Ausgabe der Fernsehserie lobt die AnimaniA die spannende wie emotionale Erzählung und den fantastischen, packenden Soundtrack der Tschechischen Philharmonie. Im Kapitel der Zukunft werde „die ergreifende und in jedem Maße dramatische Geschichte“ durch die Einbettung des Endes der Menschheit in einen ewigen Kreislauf des Lebens „auf eine fast schon religiöse Ebene gehoben“. Auch die deutsche Synchronisation sei hochwertig. Der letzte Teil der Reihe, Chapter of the Future, sei auch der Beste, dem zudem in der deutschen Ausgabe noch großzügige Extras beigelegt worden seien.